# تترامتیل-پارافنیلن‌دی‌آمین
تترامتیل پارافنیلن دی‌آمین (به انگلیسی: N,N,N′,N′-tetramethyl-p-phenylenediamine) با فرمول شیمیایی C10H16N2 یک ترکیب شیمیایی با شناسه پاب‌کم 7490 است. که جرم مولی آن 164.25 g/mol می‌باشد. شکل ظاهری این ترکیب، بلورهای جامد بی‌رنگ است.